# سیارک ۲۴۴۰۹
سیارک ۲۴۴۰۹ (به انگلیسی: 24409 Caninquinn، نامگذاری:2000AH235) بیست و چهار هزار و چهارصد و نهمین سیارک کشف شده‌است که در ۵ ژانویه ۲۰۰۰ کشف شد.
قدر مطلق سیارک برابر ۱۷.۰ است.